# 이치노미야정 (오카야마현)
이치노미야정(一宮町)은 오카야마현 미쓰군에 설치되었던 정이다. 현재의 오카야마시에 해당한다.